# M-13 (Computer)
Der M-13 ist ein Supercomputer, der im Jahre 1984 in Moskau in Betrieb genommen wurde.
Entwickelt und gebaut wurde er vom sowjetischen Ingenieur Michail Alexandrowitsch Karzew. Der Vektorrechner war auf die Arbeit mit komplexen Zahlen spezialisiert.

## Rekorde
Der M-13 erreichte eine Rechenleistung von 2,4 GFLOPS, damit war er der erste Computer, der die 1-GFLOPS-Grenze überwand. Zugleich war er von 1984 bis 1985 der schnellste Supercomputer der Welt. Damit war er bis November 2010 der einzige Weltranglisteführer, der nicht in den USA oder in Japan stand.